# کمدی اشتباهات

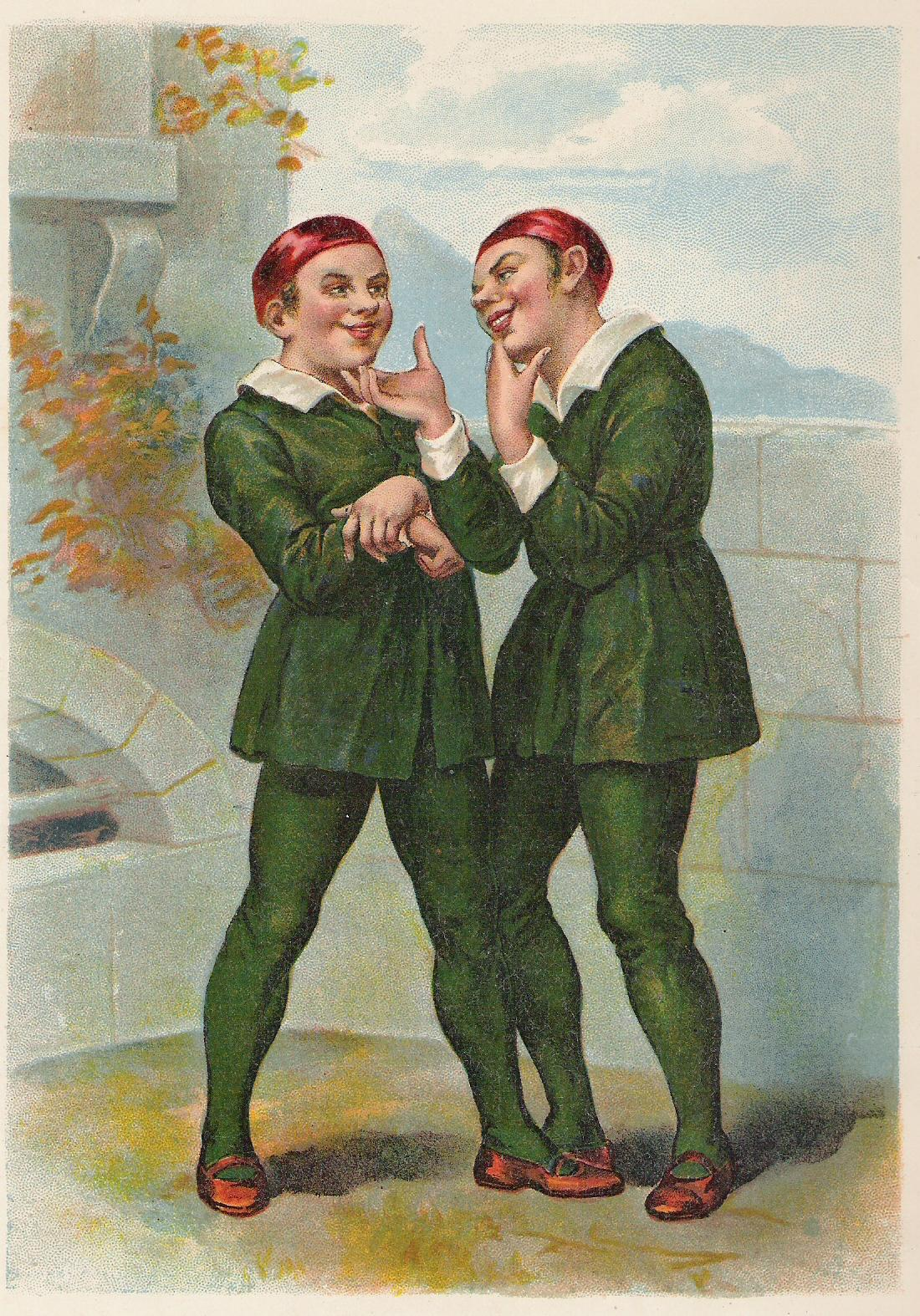
برادران درومیو، طرح روی دیباجه نمایشنامه کمدی اشتباهات در سال ۱۸۹۰

کمدی اشتباهات نمایشنامه‌ای کمدی اثر ویلیام شکسپیر است که در حدود سال‌های ۱۵۹۴-۱۵۹۲ نوشته شده‌است.

## ماخذ نمایشنامه
نمایشنامه کمدی لاتینی مناخمی یا دوقلوها اثر پلاتوس ماخذ اصلی است. تشابه دو خدمتکار دوقلو و اربابان دوقلو و همچنین پرده سوم نمایشنامه، احتمالاً از نمایش آمفیترو که باز اثر دیگری از پلاتوس است اقتباس شده‌است.

## شخصیت‌های نمایش
این نمایش در پنج پرده تدوین شده و دارای سیزده شخصیت و تعدادی سیاهی لشکر است. شخصیت‌های اصلی نمایشنامه عبارت اند از:
- سولینوس: دوک افه سوس، حاکمی که عدل و داد را با ترحم معتدل می‌کند.
- اژئون: تاجر پیری از جزیره سیراکیوس.
- امیلیا: راهبه‌ای در شهر افه سوس که بعد معلوم می‌شود زن اژئون است.
- آنتی فلوس افه سوس و آنتی فلوس سیراکیوس: برادران دوقلو، فرزندان اژئون و امیلیا.
- درومیوی افه سوس و درومیوی سیراکیوس: برادران دوقلو، خدمتکاران آنتی فلوس‌ها.
- آدریانا
- لوسیانا
- یک رقاصه
- پینچ
- بالتازار
- آنجلو
- زندانبانان، افسران، تاجران و پیشخدمت‌های در خدمت دوک.

## محل وقوع حوادث نمایشنامه
شهر افه سوس.

## خلاصه‌ای از نمایشنامه
به دلیل دشمنی طولانی بین اهالی دو شهر افه سوس و سیراکیوس در روم غربی، اژئون که بازرگانی مسن و اهل سیراکیوس است در سفر به شهر رقیب و دشمن به وسیله مردان سولینوس دستگیر و محکوم به مرگ می‌شود. هنگامی که اژئون در حضور دوک است با تعریف زندگی غم آلود و پردرد خود احساس ترحم دوک را برمی‌انگیزد و از او یک روز مهلت می‌گیرد تا پولی را که برای فدیه و آزادسازی او مقرر شده‌است فراهم کند... ودر نهایت این تجر به پسرش می‌رسد و آذادی خود را میابد وغلامان که دوتا برادر است نیز یک دیگر را پیدا می‌کند.

## نگارخانه

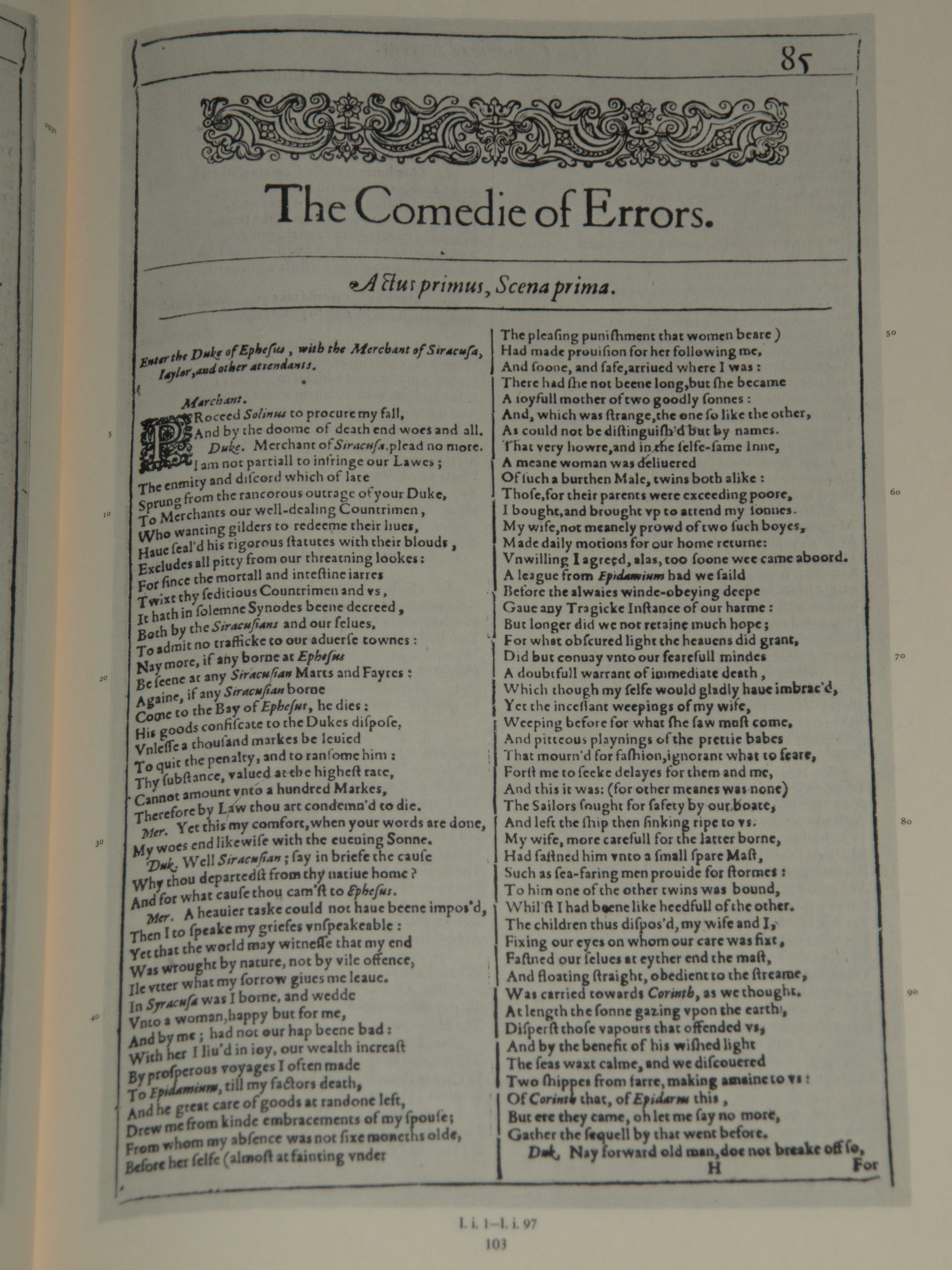